# Valhall (film, 2019)
Valhall är en dansk fantasyfilm från 2019 regisserad av Fenar Ahmad som bygger på albumserien med samma namn av Peter Madsen och Henning Kuré.
Valhall hade biopremiär i Danmark 10 oktober 2019 och utgavs på DVD i Sverige 18 mars 2020.

## Handling
I Midgård bor två de två syskonen Tjalve och Röskva som en dag får besök av asagudarna Tor och Loke. Efter att Loke lurat Tjalve att äta av benmärgen till en av Tors bockar tar Tor med sig Tjalve till Valhall. Röskva gömmer sig dock också i vagnen. Men det är ett sargat Valhall de kommer till där gudarna inte är överens om allt och glömt bort varför de finns.

## Rollista
- Cecilia Loffredo – Röskva
- Saxo Moltke-Leth – Tjalve
- Roland Møller – Tor
- Dulfi All-Jabouri – Loke
- Reza Forghani – Quark
- Jacob Ulrik Lohmann – Tyr
- Stine Fischer Christensen – Frigg
- Asbjørn Krogh Nissen – Oden
- Ali Sivandi – Skrymer
- Uffe Lorentzen – Utgårdaloke
- Andreas Jessen – Balder
- Salome R. Gunnarsdóttir – Freja
- Lára Jóhanna Jónsdóttir – Siv
- Sanne Salomonsen – Elle
- Emma Rosenzweig – jättedrottningen
- Patricia Schumann – moder
- Bjørn Fjæstad – fader
- Amalie Bruun – Brage

## Mottagande
Filmen fick ett blandat mottagande och jämfördes något negativt med Game of Thrones.